# Mes jours de gloire
Mes jours de gloire é um filme de 2019 dirigido por Antoine de Bary sobre Adrien (Vincent Lacoste) que entra em uma crise ao final de sua carreira como ator infantil. Foi apresentado no Festival de Veneza 2019.

## Recepção
Na França, o filme tem uma média de 2,9/5 no AlloCiné calculada a partir de 29 resenhas da imprensa. Em sua crítica no The Hollywood Reporter, Jordan Mintzer disse que é "uma história divertida (...) que está em algum lugar entre o início de Woody Allen e os romances de Christophe Honoré que se passam na maioridade parisiense." Jonathan Romney no Screen International disse que é "uma comédia relaxada parisiense com uma ressaca sombria (...) uma vitrine altamente lisonjeira para o jovem talento francês em ascensão, Vincent Lacoste."